# Brătuleni, Iași
Brătuleni este un sat în comuna Miroslava din județul Iași, Moldova, România.